# Чивильта каттолика
«Чивильта каттолика» (итал. La Civiltà Cattolica — «Католическая цивилизация») — итальянский журнал, выходящий 2 раза в месяц. Был основан 6 апреля 1850 года в Неаполе. Его издаёт орден иезуитов.
Журнал, который имеет тираж 15 000 экземпляров, является одним из старейших католических итальянских журналов, который также может рассчитывать на поддержку Государственного секретариата Ватикана. Редакция находится в Риме на вилле Мальта.
В прошлом журнал издавался на шести языках и распространялся по всему миру. С 1890 по 1938 год в журнале появились антисемитские тексты.